# Edward Faulks
Edward Peter Lawless Faulks, baron Faulks, (né le 19 août 1950), est un avocat britannique et pair non affilié qui est président de l'Independent Press Standards Organization (IPSO). Ancien pair conservateur, il est ministre d'État à la Justice entre décembre 2013 et juillet 2016.

## Jeunesse et éducation
Faulks est le fils de Peter Ronald Faulks, juge de circuit, et de Pamela Faulks (née Lawless). Le romancier Sebastian Faulks est son frère cadet. Il est le neveu de Neville Faulks (en), un juge de la Haute Cour.
Il fait ses études au Wellington College et au Jesus College d'Oxford, où il obtient une maîtrise et dont il est membre honoraire.

## Carrière
Faulks est admis au barreau par le Middle Temple en 1973. Il devient conseiller de la reine en 1996, assistant recorder en 1996 et recorder en 2000. Il est Bencher du Middle Temple en 2002.
Faulks est président de la Professional Negligence Bar Association de 2002 à 2004, conseiller spécial du Département des affaires constitutionnelles sur la culture de la rémunération de 2005 à 2006, et responsable de la recherche pour la Society of Conservative Lawyers de 2010 à 2012. Il est membre du Chartered Institute of Arbitrators. Il est agent littéraire chez Curtis Brown de 1980 à 1981.
En 2010, il est créé pair à vie sous le titre de baron Faulks, de Donnington dans le Berkshire. Le 20 janvier 2014, il devient ministre d'État au ministère de la Justice. Il occupe ce poste jusqu'en juillet 2016, date à laquelle il démissionne du gouvernement pour protester contre la nomination d'Elizabeth Truss au poste de secrétaire d'État à la Justice par la nouvelle première ministre Theresa May.
Lord Faulks est nommé juge au tribunal du centre financier international d'Astana à Astana, au Kazakhstan, en 2018.
En janvier 2020, il est président de l'Independent Press Standards Organization le régulateur indépendant de la majorité des journaux et magazines au Royaume-Uni.
En juillet 2020, Faulks est nommé président de l'Independent Review of Administrative Law. La commission remet son rapport en janvier 2021.
Faulks est un éditeur collaborateur de Local Authority Liabilities, 1998, 4e édition 2009. Il siège au conseil d'administration de l'entreprise sociale Liberty Kitchen, créée pour réduire la récidive à la prison de Pentonville.

## Vie privée
Lord Faulks épouse Catherine Frances Turner, fille de Lindsay Turner et Anthea Cadbury, en 1990. Ils ont deux fils. Catherine Faulks est conseillère conservatrice à Kensington et Chelsea London Borough Council,.